# Chiesa di San Zenone (Vermezzo con Zelo)
La chiesa di San Zenone è la parrocchiale di Vermezzo, frazione-capoluogo del comune sparso di Vermezzo con Zelo, in città metropolitana e arcidiocesi di Milano; fa parte del decanato di Abbiategrasso.

## Storia
L'originaria cappella di Vermezzo fu probabilmente eretta già in epoca longobarda, ma le più antiche testimonianze scritte della sua esistenza risalgono solo al XIII secolo, quando fu menzionata nel Liber Notitiae Sanctorum Mediolani tra le dipendenze della pieve di Rosate.
Nel 1564 la chiesa risultava sede di rettoria, ma le condizioni in cui verteva l'edificio erano precarie, come testimoniato nel 1569 dal resoconto della visita effettuata da un delegato dell'arcivescovo di Milano Carlo Borromeo; entro il 1597 la struttura fu risistemata, ricostruendo il tetto e i pavimenti e intonacando le pareti. Successivamente il tempio divenne inoltre sede di parrocchia autonoma, come dimostrato dalle visite pastorali dei decenni seguenti.
Nel corso del XVII secolo il luogo di culto fu profondamente modificato in forme barocche, allungando la navata di una campata, innalzando la nuova facciata, riedificando il coro e l'abside e costruendo la sagrestia; i lavori, che richiesero circa 40 anni, furono completati intorno al 1663.
Dalla relazione della visita pastorale del 1750 dell'arcivescovo Giuseppe Pozzobonelli si apprende che la parrocchiale di San Zenone, che era sede della confraternita del Santissimo Sacramento, aveva come filiali tre oratori dei dintorni e che il numero dei fedeli era pari a 520.
L'arcivescovo Andrea Carlo Ferrari, durante la sua visita pastorale del 1898, trovò che la parrocchiale, in cui aveva ancora sede la confraternita del Santissimo Sacramento, aveva mantenuto come filiale solo l'oratorio di San Martino e che il numero dei fedeli era salito a 800; l'anno seguente la chiesa fu solennemente consacrata dallo stesso arcivescovo.
Nel 1957, durante i lavori di rifacimento della pavimentazione interna, furono rinvenuti i resti dell'abside e di alcuni affreschi dell'oratorio originario, databili forse già all'epoca tardoromana; negli anni sessanta la parrocchiale venne adeguata alla norme postconciliari mediante l'aggiunta dell'altare rivolto verso l'assemblea

## Descrizione

### Esterno
La facciata della chiesa, rivolta a occidente e suddivisa da una cornice marcapiano in due registri entrambi scanditi da due coppie di lesene binate, presenta in quello inferiore il portale d'ingresso, protetto dal proprio, e in quello superiore, coronato dal timpano triangolare, una finestra; le due piccole ali laterali sono caratterizzate anch'esse da lesene.
Annesso alla parrocchiale è il campanile a base quadrata, la cui cella presenta su ogni lato una monofora a tutto sesto ed è coperta dal tetto a quattro falde.

### Interno
L'interno dell'edificio si compone di un'unica navata, sulla quale si affacciano le cappelle laterali introdotte da archi a tutto sesto e le cui pareti sono scandite da lesene con capitelli compositi sorreggenti la trabeazione modanata e aggettante sopra la quale si imposta la volta; al termine dell'aula si sviluppa il presbiterio, rialzato di alcuni gradini e chiuso dall'abside semicircolare.